# Dżins (Mongolia)
Dżins – kulka na szczycie spiczastej czapki mongolskiej, symbolizująca rangę urzędnika lub nojona. 
Dżinsy wprowadzono w XVIII w. w Mongolii po jej podporządkowaniu mandżurskiej dynastii rzadzącej Chinami, w XVII i XVIII w. Wprowadzenie w Mongolii wysoce zbiurokratyzowanej i rozbudowanej hierarchicznej struktury urzędniczej oraz podzielenie pierwotnie dużych księstw (choszunów) mongolskich na wiele mniejszych, o różnej hierarchii spowodowało wzrost ilości rang urzędniczych i społecznych w Mongolii. Każda ranga miała swój status. Dżinsy wprowadzono również dla oznaczenia stopni oficerskich w armii. By z daleka było wiadomo jaką rangę reprezentuje dana osoba i kto komu powinien okazać większy szacunek wprowadzono mandżurski zwyczaj noszenia dżinsów na czapkach. Noszenie dżinsów było obowiązkowe. Jednocześnie był to zewnętrzny wyraz dominacji mandżurskiej władzy, przejawiający się w narzucaniu Mongołom mandżurskich norm wyglądu (podobnie jak obowiązek noszenia warkoczy przez mężczyzn).
Dżinsy wykonywano z metalu, szkła, korala lub kamieni półszlachetnych i kamieni szlachetnych, przy czym barwa i przezroczystość użytego materiału wskazywała na rangę osoby noszącej dżins. 
Symbolika niektórych dżinsów :* czerwona, nieprzezroczysta - pełnomocnik księcia do spraw cywilnych
- niebieska, nieprzezroczysta - pełnomocnik księcia do spraw wojskowych, generał
- niebieska przezroczysta - pułkownik
- biała przezroczysta - kapitan
- biała, nieprzezroczysta - porucznik
- miedziana - wachmistrz

Odrębne dżinsy, wykonane z droższych kamieni, nosili książęta mongolscy w zależności od przynależności do jednej z sześciu rang książęcych. 
Używanie dżinsów, podobnie jak i innych symboli rang feudalnych, zostało zabronione przez mongolski rząd bolszewicki w grudniu 1921. Zakaz ten nie dotyczył dworu samego Bogdo Gegena, gdzie dżinsy przetrwały do jego likwidacji w 1924. 